# زعفران
زعفران یا زَرپَران () (نام علمی: Crocus sativus)، گیاهی از تیرهٔ زنبقیان و سردهٔ زعفران است و گران‌ترین ادویه ایرانی محسوب می‌شود که در آشپزی کاربرد دارد.
پیاز زعفران، یک پوشال قهوه‌ای رنگ دارد که از آن نگهداری می‌کند. پس از این که پیاز این گیاه کاشته می‌شود، فرایند رشد آغاز شده و یک ساقه (تیج) درست می‌شود و سر آن غنچه می‌زند. کلاله و خامهٔ زرشکی رنگ گل زعفران برداشت می‌شود و پس از باز کردن گل، آن را خشک می‌کنند؛ این قسمت به عنوان چاشنی و رنگ دهندهٔ غذاها استفاده می‌شود. روش برداشت این گیاه بسیار دشوار است و از گذشته تاکنون به صورت دستی جمع‌آوری می‌شود. و نرخی نزدیک به ۱۵۰۰۰ دلار آمریکا به ازای هر کیلوگرم دارد.
بیشتر منابع، زادگاه زعفران را، شهرستان قائنات ایران می‌دانند. بیشترین زعفران جهان در استان خراسان رضوی و شهرستان تربت حیدریه و پس از آن شهرستان قاینات و شهرستان سرایان خراسان جنوبی تولید می‌گردد. هم‌اکنون ایران بیش از ۹۹٪ زعفران جهان را برداشت می‌کند. ایران بزرگ‌ترین صادر کننده زعفران و چین بزرگ‌ترین واردکننده زعفران جهان می‌باشد. ارزش جهانی صادرات این محصول ۲۷۵٫۸۴ میلیون دلار است یا گاهی به میلیارد دلار هم می‌رسد.
بو چاشنی ویژه و طعم و خوشمزگی یگانه زعفران بخاطر وجود ماده‌ای به نام سافرانال است، و رنگ زرد زرینی که به غذا می‌دهد به دلیل کروسین یا کروچین است. طیف‌سنجی جرمی و کروماتوگرافی مایع با کارایی بالا، از روش‌های حرفه‌ای شناسایی زعفران‌های تقلبی هستند. زعفران یکی از معروف‌ترین ادویه جهان است.

## ویژگی‌های زیستی

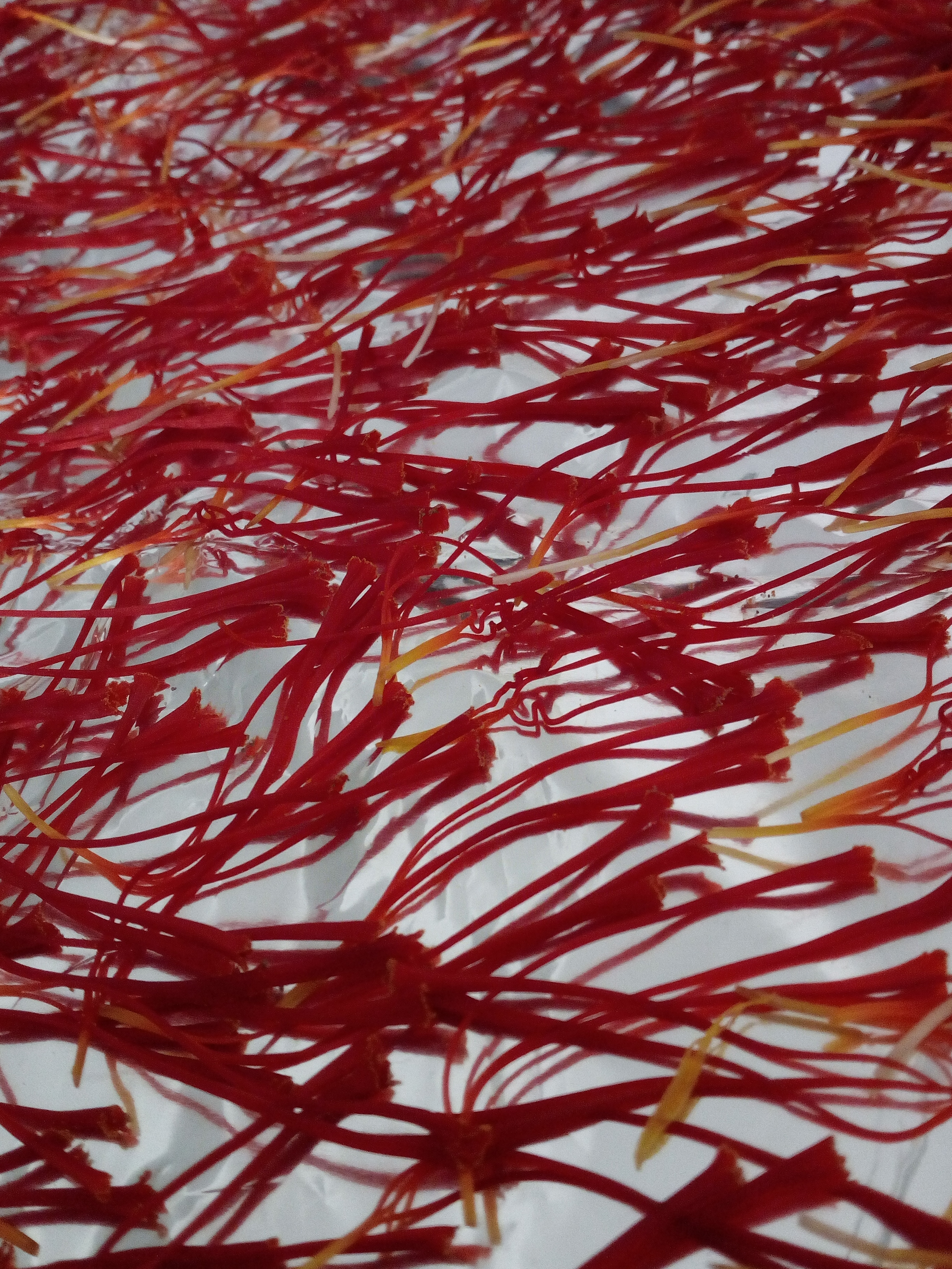
تصویری از نگین زعفران که از گل آن جدا شده است

زعفران گیاهی کوچک، چندساله و پیازدار است که ارتفاع آن بین ۱۰ تا ۳۰ سانتی‌مترمی‌رسد. از وسط پیاز یا قاعده ساقه، تعدادی برگ باریک و دراز خارج می‌شوند. در میان برگ‌ها، ساقه‌ای گلدار رشد می‌کند که به یک تا سه گل منتهی می‌شود.
گل‌ها دارای ۶ گلبرگ بنفش‌رنگ هستند که ممکن است در برخی انواع، به رنگ صورتی یا ارغوانی نیز دیده می‌شوند. هرگل ۳ پرچم و یک مادگی دارد که به کلالهٔ سه‌شاخه به رنگ قرمز مایل به نارنجی هستند. قسمت مورد استفاده گیاه زعفران انتهای خامه و کلاله سه‌شاخه است که به نام زعفران مشهور است و معطر و کمی تلخ است.

## واژه‌شناسی
زَعفَران یا زفران معرب واژهٔ زَرپَران در فارسی می‌باشد. این واژه از عربی به زبانهای لاتین و اروپایی وارد شده است.

## صفات ریخت‌شناسی
| corolla | stamens |
| corm    | stigma  |

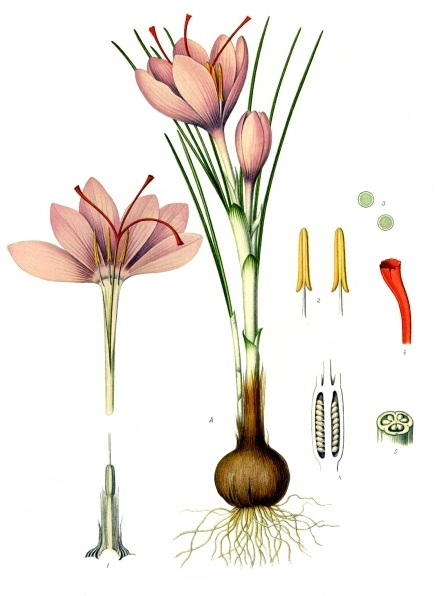
Köhler گیاهان دارویی:

از دید ریخت‌شناسی، دسته‌بندی زعفران از راه ویژگی‌ها و ریخت برگ، کلاله، خامه، گلبرگ، کاسبرگ، پیاز (سوخ) و چمچهٔ آن انجام می‌گیرد.
- ویژگی‌های برگ: در ابتدا تعدادی برگ‌های غشائی و سفیدرنگ پیدا می‌شوند که کارشان پوشش برگ‌های راستین و گل است. برگ‌های اصلی سبزرنگ و نازک هستند. این برگ‌ها ممکن است پس از بازشدن گل‌ها یا همزمان با آن رشد کنند. کلفتی آن‌ها نیز می‌تواند کم تا زیاد رده‌بندی شود. برگ زعفران معمولاً از ۱سانتی‌متر تا ۴ سانتی‌متر می‌باشد، زعفران برگ‌های نوک تیز دارد که روی آن‌ها تیره‌تر و زیر شان روشنتر است. شدت این تیرگی‌روشنی در گونه‌های مختلف متفاوت می‌باشد. کلفتی برگ هم ممکن است در گونه‌های مختلف زعفران مانند خزری، زاگرسی، سفید، بنفش، زیبا و جوقاسم کم یا زیاد باشد.
- گلبرگ: در ماه مهر، گل‌های درخشان زعفران پیدا می‌شوند. گل‌ها دارای شش اندام پوششی (گلبرگ) به رنگ بنفش یا سرخ قهوه‌ای هستند. رنگ گلبرگ به واریتهٔ زعفران بستگی دارد.
- کُلاله: مهم‌ترین بخش گل زعفران است که «زعفران» از آن به‌دست می‌آید. «کلاله» به بخش‌های گوناگون «سَرگل»، «پوشال»، «دسته»، و «کُنجه» بخش‌بندی می‌شود. مرغوبترین زعفران از «سرگل» کلاله به‌دست می‌آید که سرخ‌ترین بخش آن است. رنگ کلاله که به میزان کاروتنویید و لیکوپن موجود در آن بستگی دارد، از سرخ پررنگ تا نارنجی کمرنگ دیده شده است. کلاله سه‌شاخه است و اندازهٔ آن بسته به خامه که تعداد آن نیز سه‌تا می‌باشد، مختلف است و ممکن است بلندتر، کوتاه‌تر، یا برابر با آن باشد. همچنین درازای آن بسته به گلبرگ‌ها نیز متفاوت است. در ایران همهٔ گونه‌های مختلف بلندتر، کوتاه‌تر و تا اندازه‌ای برابر زعفران وجود دارند. لبهٔ کلاله در ته آن چین‌خوردگی دارد که در برخی گونه‌های زعفران بسیار بیشتر دیده می‌شود. پهنای دهانهٔ آن نیز بستگی به گونه‌ها، از پهن تا نازک رده‌بندی می‌شود. لبهٔ انتهایی کلاله دارای رگه سفیدی است که بسته به گونه‌های متفاوت، می‌تواند تیره یا روشن باشد.[۱۱]
- خامه: زردرنگ است که در برخی گونه‌ها مانند زعفران خزری بسیار پررنگ و در گونه‌هایی دیگر مانند زعفران زاگرسی کمرنگ‌تر می‌باشد. این ناهم‌رنگی به کاروتنویید موجود در آن گونه بستگی دارد.
- سوخ (پیاز): رایج‌ترین ریخت سوخ می‌تواند بیضوی پخ، لوزی، تخم‌مرغی، دایره‌ای یا بیضوی پهن باشد. یکی از ویژگی‌های بررسی‌پذیر پهنای گردن آن می‌باشد که شاید بسیار باریک، باریک و تا بسیار پهن دیده شود. ریخت پیاز زعفران ممکن است گرد یا تورفته باشد. دیده شده که کلفتی دور آن در آغاز و پایان و میانه سوخ ریخت آن را متفاوت کرده است. ریخت سوخ از دید کاربرد بازاری‌اش از ویژگی‌های بسیار مهم می‌باشد. در پیاز زعفران، چندقلویی نیز، همچون بیشتر گیاهان دارویی که دارای پیاز هستند، با درصد بسیار پایینی وجود دارد.

پیاز زعفران دارای الیاف قهوه‌ای‌رنگ است که در برخی گونه‌ها بسیار فشرده و در گونه‌هایی دیگر کم‌پشت‌تر می‌باشد و از ورای آن رنگ سفید پیاز آشکارا دیده می‌شود.
- چَمچه: نخستین اندامی است از زعفران که زمان جوانه زدن مانند برگی سوزنی در رویه خاک دیده می‌شود. چمچه‌ها در برخی گونه‌ها بسیار بلند هستند و بیشتر در گونه‌های پابلند زعفران دیده می‌شوند. در بیشتر گونه‌های میانه آن نیز دیده می‌شوند و در گونه پاکوتاه زعفران به اندازه بسیار کوتاه نیز دیده می‌شوند.[۱۲]
- شاخ بزی: به زعفرانی به علت کیفیت بالا شبیه شاخ بز است زعفران شاخ بزی می‌گویند. معمولاً این اصطلاح توسط تاجران زعفران برای تهیه زعفران با کیفیت درجه یک استفاده می‌شود.[۱۳]

## برداشت
در سال ۱۳۹۳ کمابیش ۲۵۰ تن زعفران در دنیا کشت و برداشت شده است. ایران ۹۰ تا ۹۳ درصد کل زعفران جهان را برداشت کرده و کم و بیش همه آن را صادر می‌کند.
ارزش صادرات زعفران ایران در سال ۱۳۹۷ برابر ۱۰۱٫۳۲ میلیون دلار و ارزش صادرات زعفران اسپانیا برابر ۵۷٫۰۸ میلیون دلار بوده است. سهم ایران از بازارهای جهانی زعفران در سال ۱۳۹۸ برابر ۳۶٫۷٪ بوده است.
| رتبه | کشور      | میزان صادرات (میلیون دلار) | سهم صادرات جهانی | درصد رشد سالیانه صادرات |
| ---- | --------- | -------------------------- | ---------------- | ----------------------- |
| ۱    | ایران     | ۱۰۱٫۳۲                     | ۳۶٫۷٪            | منفی ۱۰٫۸ درصد          |
| ۲    | اسپانیا   | ۵۷٫۰۸                      | ۲۰٫۷٪            | منفی ۱۵٫۳ درصد          |
| ۳    | افغانستان | ۴۴٫۵۸                      | ۱۶٫۲٪            | ۱۴۲٫۳ درصد              |
| ۴    | هند       | ۹٫۴۸                       | ۳٫۴٪             | ۴۲۰٫۳ درصد              |
| ۵    | یونان     | ۹٫۴۸                       | ۳٫۴٪             | ۲۶٫۶ درصد               |

## کشت زعفران در ایران
ایران با تولید سالانه ۳۳۰ تن و صادرات ۲۸۰ تن از این محصول بزرگ‌ترین تولیدکننده و صادر کننده زعفران در دنیا است (آمار سال ۱۳۹۸). در این بین استان‌های خراسان رضوی و جنوبی با سهمی ۸۵ درصدی بیشترین سهم در تولید زعفران ایران را دارند که از این مقدار ۷۰ درصد مربوط به استان خراسان رضوی و حدود ۱۵ درصد مربوط به استان خراسان جنوبی می‌باشد. همچنین در بین شهرستان‌های استان خراسان رضوی شهرستان های تربت حیدریه و زاوه به‌عنوان بزرگ‌ترین تولیدکنندگان زعفران در استان خراسان رضوی و قطب تولید زعفران در جهان شناخته می‌شود.
بر پایهٔ گزارش‌های خارجی در سال ۲۰۲۴ ایران بزرگ‌ترین صادرکننده زعفران جهان بوده و پس از آن کشور افغانستان در مرتبهٔ دوم قرار داشته است.

زعفران شهرستان‌های قائنات و فردوس به‌واسطهٔ شرایط آب‌وهوایی، خاک مناسب و تجربهٔ بالای کشاورزان منطقه، به‌عنوان یکی از باکیفیت‌ترین نمونه‌های زعفران تولیدی در ایران شناخته می‌شود. همچنین زعفران گناباد به دلیل کاشت به روش سنتی و آبیاری با آب قنات‌ها به عنوان میراث جهانی کشاورزی در فائو ثبت شده است. اخیراً توسعه کشت و تولید زعفران در شمال خراسان سیر صعودی داشته است به‌طوری که از سطح ۳۴۳ هکتار با تولید حدود ۶ تن در سال ۱۳۸۶ به سطح نه هزار و ۸۵۰ هکتار و تولید حدود ۲۹ تن در سال جاری رسیده است. 

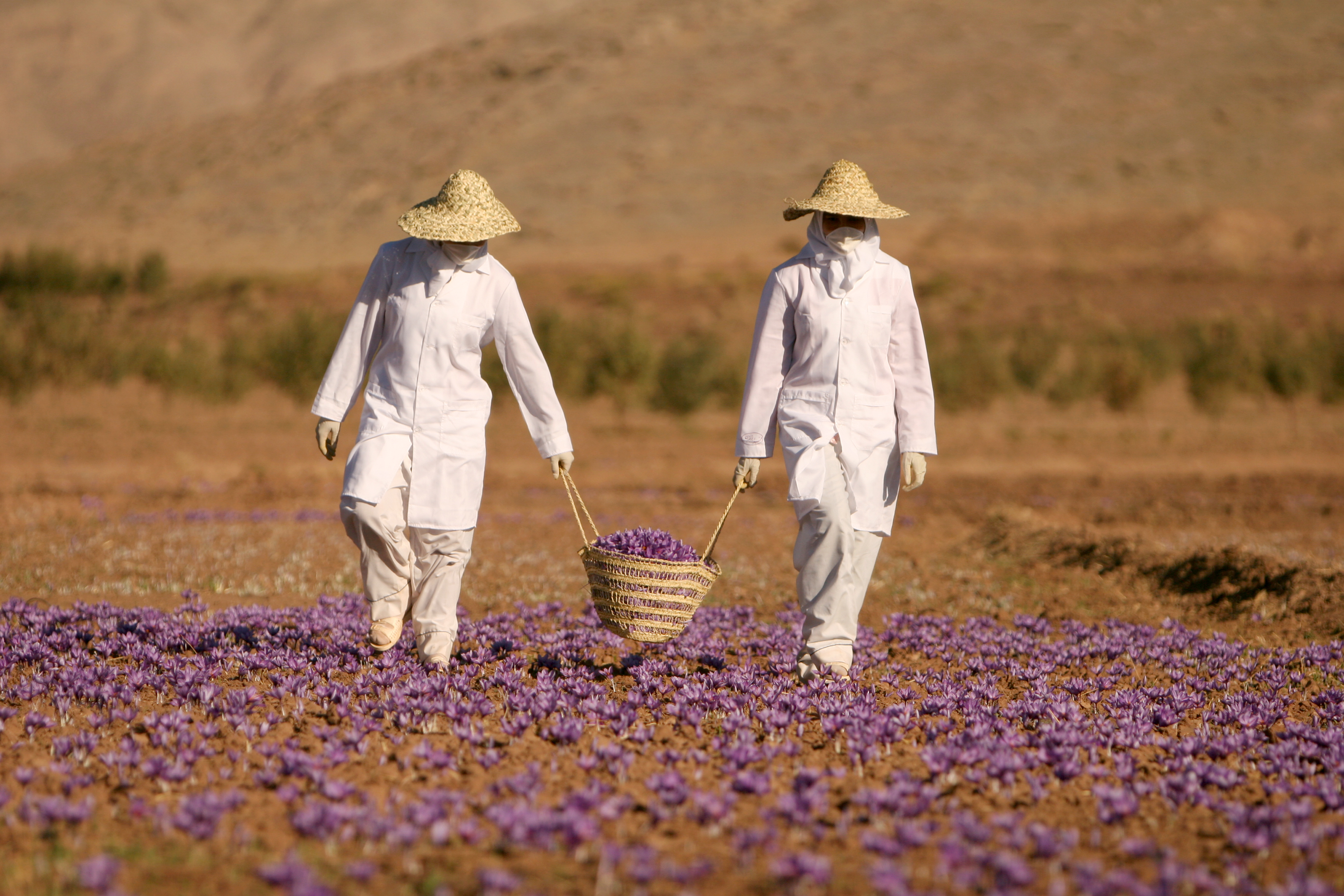
برداشت زعفران در قائنات

کشت زعفران در ایران در شهرستان‌های قاینات، فردوس، بشرویه، سرایان و بیرجند در استان خراسان جنوبی و شهرستان تربت حیدریه، شهرستان زاوه، شهرستان کاشمر، شهرستان بردسکن، شهرستان گناباد، شهرستان خلیل‌آباد، شهرستان کوهسرخ، شهرستان تایباد، شهرستان باخرز، شهرستان گناباد، شهرستان سبزوار، شهرستان نیشابور، شهرستان بجستان، شهرستان خواف، شهرستان تربت جام و شهرستان قوچان در استان خراسان رضوی، دهستان دشتخاک دراستان کرمان، و در استان قم شهرستان کهک و شهرستان مینودشت در استان گلستان و شهرستان فاروج در استان خراسان شمالی و شهرستان تیران و کرون ،شاهین شهر و میمه ،نطنز، گلپایگان و خوانسار در استان اصفهان و در شهرستان بهاباد در استان یزد کشت می‌شود.
پیازچه زعفران در مناطق سردسیر با بارندگی زیاد بسیار بهتر از مناطق گرمسیر عمل می‌آید و یکی از دلایل اصلی که باعث تمایز زعفران مرغوب از زعفران نامرغوب می‌شود، شرایطِ اقلیمی و آب و هوای آن منطقه است که هرچقدر منطقه سردسیرتر باشد، عملکرد و عیار زعفران بالاتر می‌رود.
طی چند ساله گذشته کشت این گیاه در روستاهای منطقهٔ دهدز استان خوزستان رواج پیدا کرده که بسیار با کیفیت به عمل می‌آید.
زعفران مقاومت خوبی به سرما و گرما دارد. برخی گزارش‌ها حاکی از آن است که زعفران می‌تواند دمای هوا را از منهای ۲۲ تا ۴۰ درجهٔ سانتی گراد تحمل کند.
امسال (۱۴۰۳) با توجه به افزایش بارندگی، انتظار افزایش برداشت و کاهش قیمت وجود داشت، به‌طوری که خالی‌فروشان آتی، خود را برای یک رالی نزولی تمام‌عیار آماده کرده بودند. اما با تلاش‌ها برای مقابله با مافیای زعفران و خریدهای حمایتی و کف‌سازی مناسب و در ادامه اتحاد کشاورزان برای عرضه مرحله‌ای به جای عرضه یک‌جا در فصل برداشت، طلای سرخ با افزایش قیمت و ارزش بیش از ۱۱۰هزار تومان به ازای هر گرم روبه‌رو شد. با ورود به ماه مبارک رمضان شاهد بودیم که صندوق‌های زعفران وارد فاز اصلاح قیمت شدند.

## مصارف و کاربردها
در خانه‌ها، زعفران را دم کرده و دم کردهٔ آن را در تهیه شربت زعفران، چای زعفران و رنگ آمیزی برنج برای تزیین استفاده می‌کنند.

#### خواص دارویی زعفران

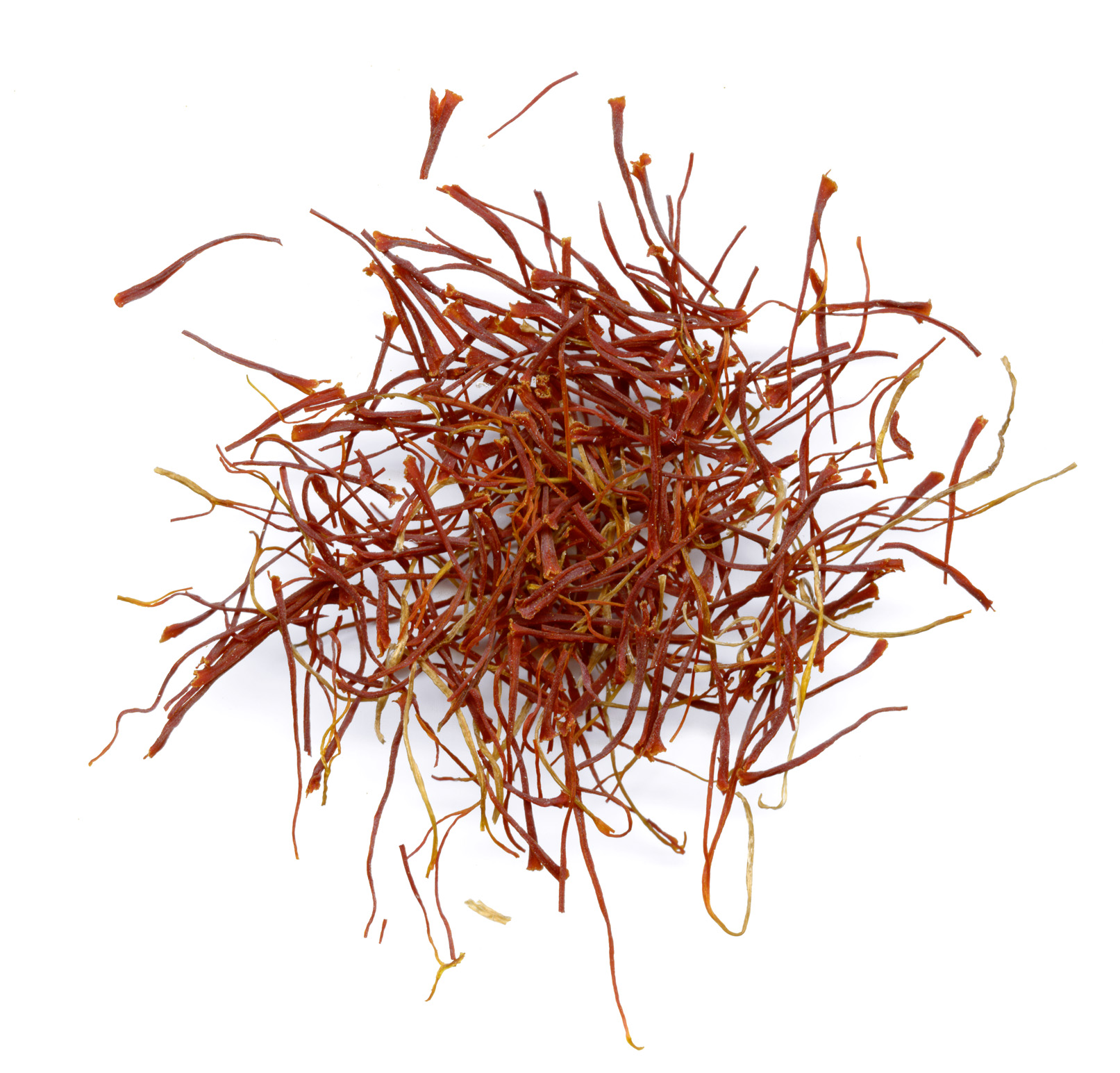
زعفران خشک شده

زعفران ویژگی سرخوشی داشته و امروزه برخی شرکت‌های دارویی اروپایی از آن به عنوان اینتگراتور ضد افسردگی استفاده می‌کنند.
کامپفرول در گلبرگ‌های گل زعفران یافت می‌شود. این ترکیب با فایده‌های سلامتی مانند کاهش التهاب، خاصیت ضد سرطانی و فعالیت ضد افسردگی مرتبط است.
کروسین و سافرانال موجود در زعفران تأثیری مشابه داروی فلوکستین داشته و از بازجذب دوپامین، نوراپی نفرین و سروتونین جلوگیری نموده و بدین ترتیب اثر ضد افسردگی خود را اعمال می‌نماید.
کاهش میزان سروتونین منجر به افزایش علائم "PMS" یا سندرم پیش قاعدگی و به ویژه افسردگی می‌شود. نتیجه مطالعات نشان می‌دهد کروسین و سافرانال موجود در زعفران از بازجذب سروتونین جلوگیری کرده و در نتیجه منجر به افزایش مقدار سروتونین و کاهش علائم افسردگی در زنان مبتلا به "PMS" می‌شود. از آنجاییکه افسردگی از مهم‌ترین عوامل کاهش میل جنسی است، بهبود افسردگی موجب افزایش میل جنسی نیز می‌گردد.
کاروتنوئیدهای موجود در زعفران به ویژه کروسین و کروستین که آنتی‌اکسیدان می‌باشند با جلوگیری از فعالیت "ROS: Reactive Oxygen Species" از اکسیداسیون اسیدهای چرب در غشا جلوگیری کرده و در نتیجه سبب افزایش تحرک و بهبود مورفولوژی اسپرم و همچنین عملکرد جنسی آقایان می‌گردد. زعفران با محدودسازی سنتز RNA و DNA در سلول‌های سرطانی، قطع واکنش‌های زنجیره‌ای رادیکال‌های آزاد، از طریق فعالیت آنتی‌اکسیدانی ترکیبات خود در پیشگیری و بهبود سرطان کمک می‌کند. همچنین ترکیبات کاروتنوئیدی بر آنزیم "Topoisomerase 2" برهم کنش دارد که این خاصیت به فعالیت سیتوتوکسیکی زعفران بر می‌گردد و سبب آپپتوز سلول‌های سرطانی می‌شود.
طبق تحقیقات، زعفران با مهار اشتها از میان‌وعده جلوگیری می‌کند. در یک مطالعه دیگر، مصرف مکمل عصاره زعفران به‌طور قابل توجهی به کاهش اشتها، شاخص توده بدن (BMI)، دور کمر و توده چربی کل بدن کمک کرد.
زعفران دارای خاصیت آنتی‌اکسیدانی است که کلسترول خون را کاهش داده و از گرفتگی عروق جلوگیری می‌کند.
زعفران برای بهبود بینایی در بزرگسالان مبتلا به AMD و محافظت در برابر رادیکال‌های آزاد خسارت، که به AMD مرتبط است، ظاهر می‌شود.
در طب سنتی، زعفران دارای طبع گرم است. به عنوان مسکن، خلط آور، محرک جنسی و معرق، کاربرد دارد. در گزارش‌های داستان گونهٔ مربوط به مناطق استوایی آسیا، از خمیری نام برده شده که مخلوطی از زعفران و چوب صندل است. این خمیر، امروز همچون گذشته به صورت مرهمی آرامش بخش برای پوست‌های خشک مصرف می‌شود. برای کسانی که رازیانه راغ در شیربرنج دوست ندارند می‌توان از زعفران استفاده کرد و به آن طعمی دل‌انگیز می‌دهد.

#### مصارف غذایی و صنعتی زعفران
لقب زعفران «ادویه خورشید» است.

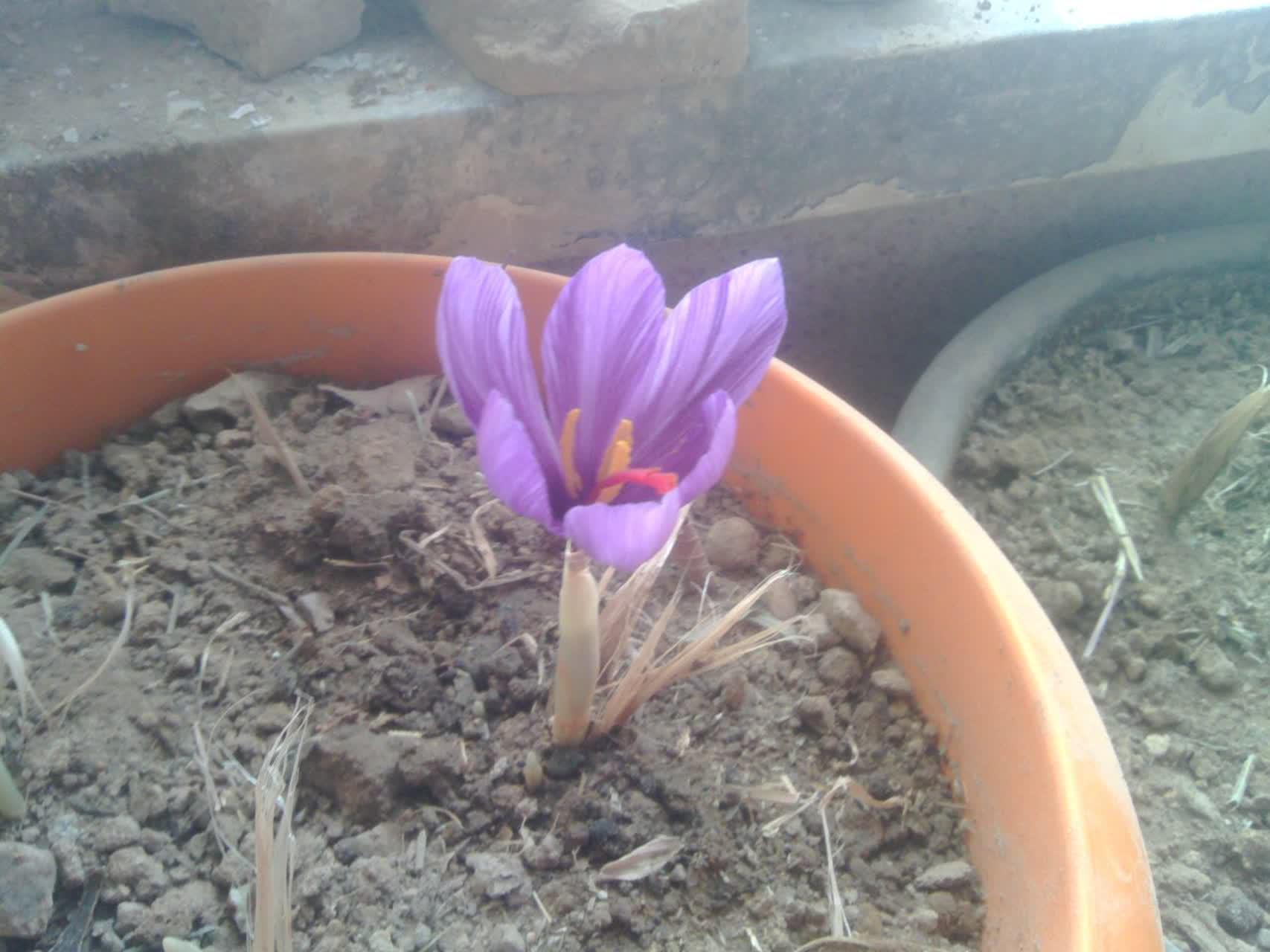
گل زعفران کشت شده در گلدان (قم. ایران)

زعفران به عنوان طعم دهندهٔ غذا و برای رنگ پارچه، در کشورهای در حال توسعه و توسط صنعت گران به مقدار زیاد استفاده می‌شود. زعفران به جهت طعم، بو و رنگ زرد خاصی که دارد به وفور در شیرینی‌ها و دسرها و غذاهای ایرانی (به ویژه همراه با برنج)، صنایع شیرینی‌سازی، داروسازی و صنایع دیگر به مصرف می‌رسد.

## ترکیبات شیمیایی زعفران
زعفران دارای ۲۸ ترکیب آلی فرار است که به نوسانات سطح پی‌اچ بسیار حساس هستند و در حضور عوامل اکسایش مثل نور و هوا به سادگی تخریب می‌شود و به همین دلیل است که حتماً می‌بایست در ظروف دربسته و محفوظ و همچنین، به دور از نور خورشید نگهداری شود.
مهم‌ترین ترکیبات موجود در زعفران شامل ترکیبات زرد رنگ که به خوبی در آب محلول‌اند (مشتقات کروستین)، ترکیبات تلخ از جمله پیکروکروسین که به ویژه مقوی معده می‌باشند، مواد معطر (اسانس) که مهم‌ترین ترکیب آن سافرانال می‌باشد که گاهی تا ۱درصد زعفران را تشکیل می‌دهد، روغن ثابت به میزان حداکثر ۱۰درصد، رطوبت حدود ۱۳۱۰ درصد و ترکیبات معدنی حدود ۵درصد می‌باشد. مقدار کروسین که تشکیل دهنده رنگ زعفران است وقتی در حالت غنچه چیده شود، بیشتر است.

## تاریخچه کاشت زعفران در ایران
ایرانیان ضمن صدور زعفران به بسیاری از نقاط جهان باستان، خواص زعفران را به یونانی‌ها، رومی‌ها، چینی‌ها و اقوام سامی از جمله عرب‌ها معرفی کردند و شیوه زراعت آن را در سده‌های اول تا چهارم هجری به امت‌های اسلامی اطراف مدیترانه آموختند.
به این ترتیب که نخستین زعفران‌کاری به وسیله ایرانیان تبعید شده توسط معاویه در نواحی شام دایر شد. پس از آن کاشت زعفران در شمال آفریقا و اندلس (اسپانیای امروزی) و صقلیه (سیسیل) رواج یافت. اقوام ایرانی همچون رستمیان و بنوطبری در انتقال فرهنگ زعفران‌کاری مؤثر بودند.

## نگارخانه

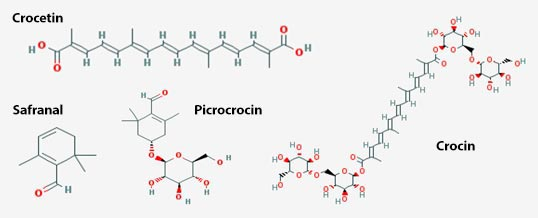
ترکیبات شیمیایی زعفران
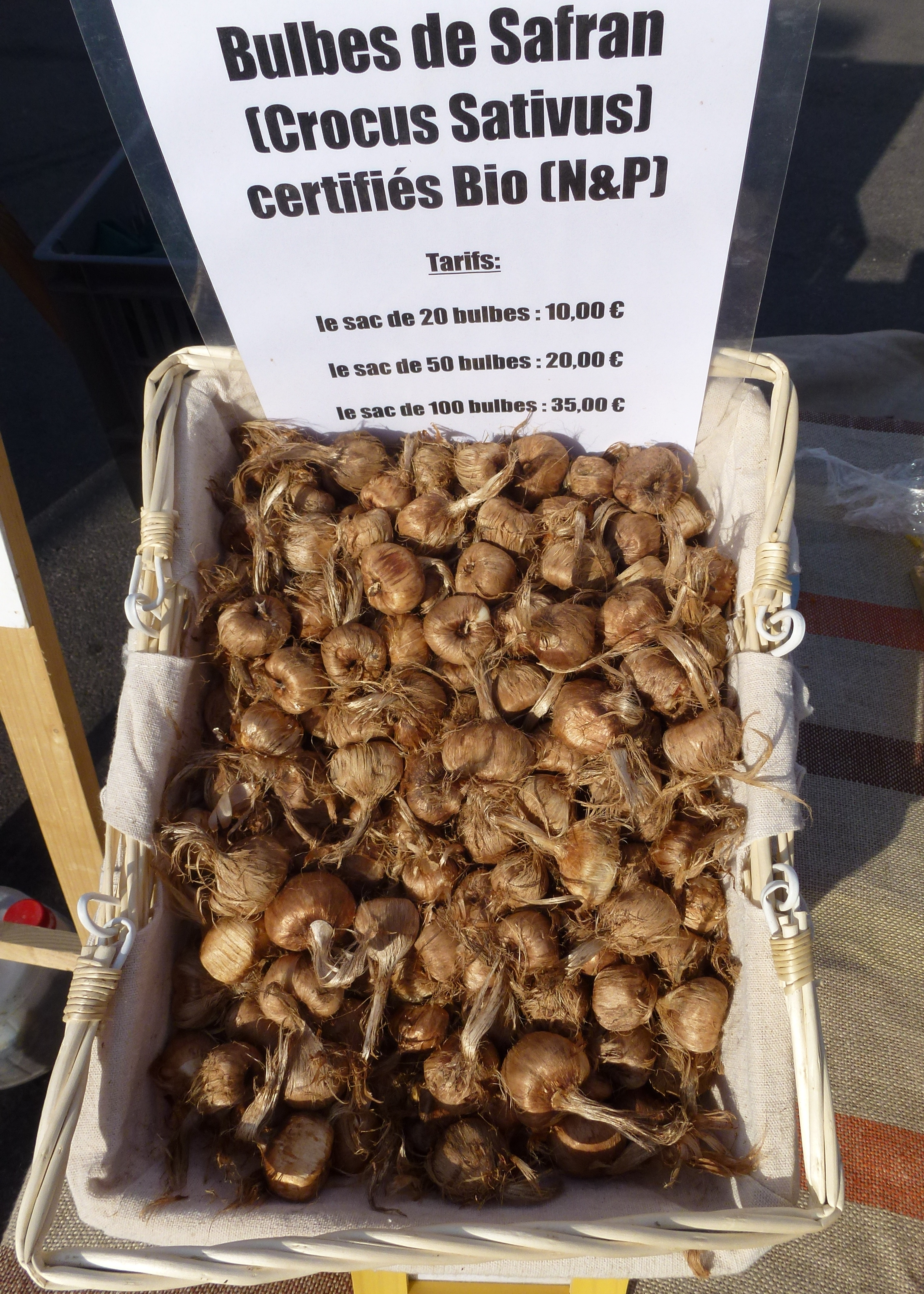
پیازهای (سوخ) زعفران برای تولید مثل رویشی
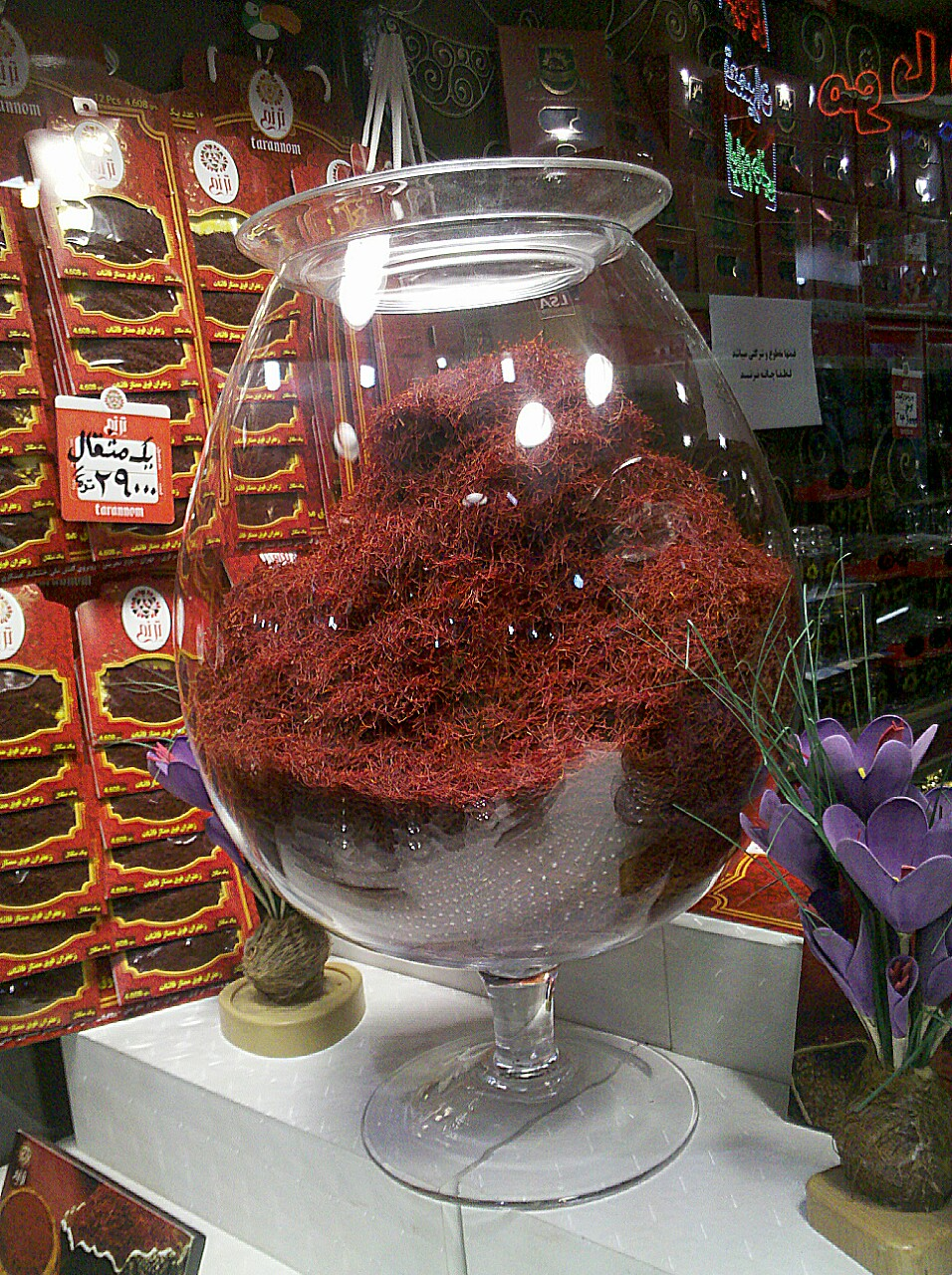
جام شیشه‌ای حاویه ۲ کیلوگرم زعفران
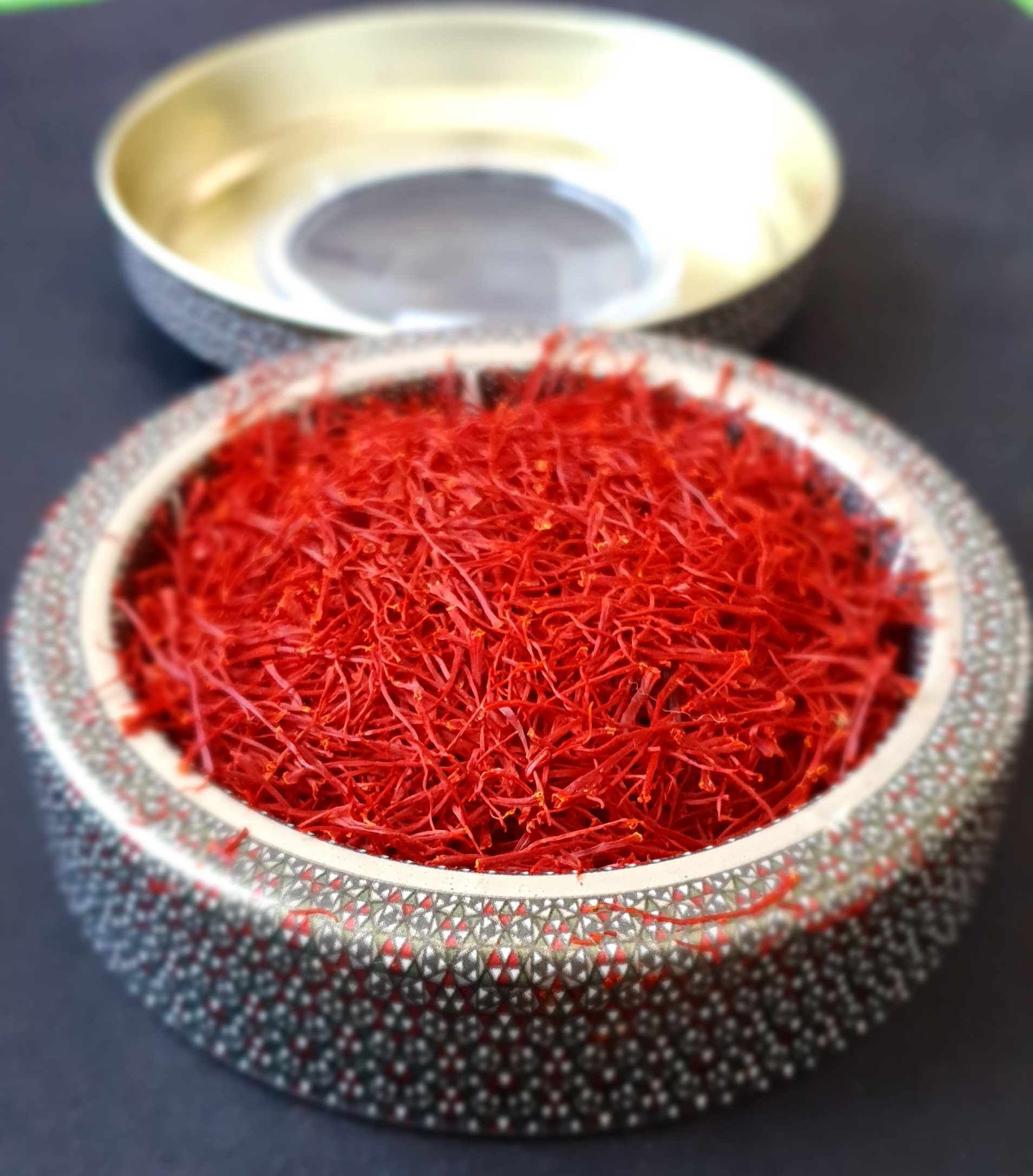
زعفران سوپر نگین با بسته بندی سنتی
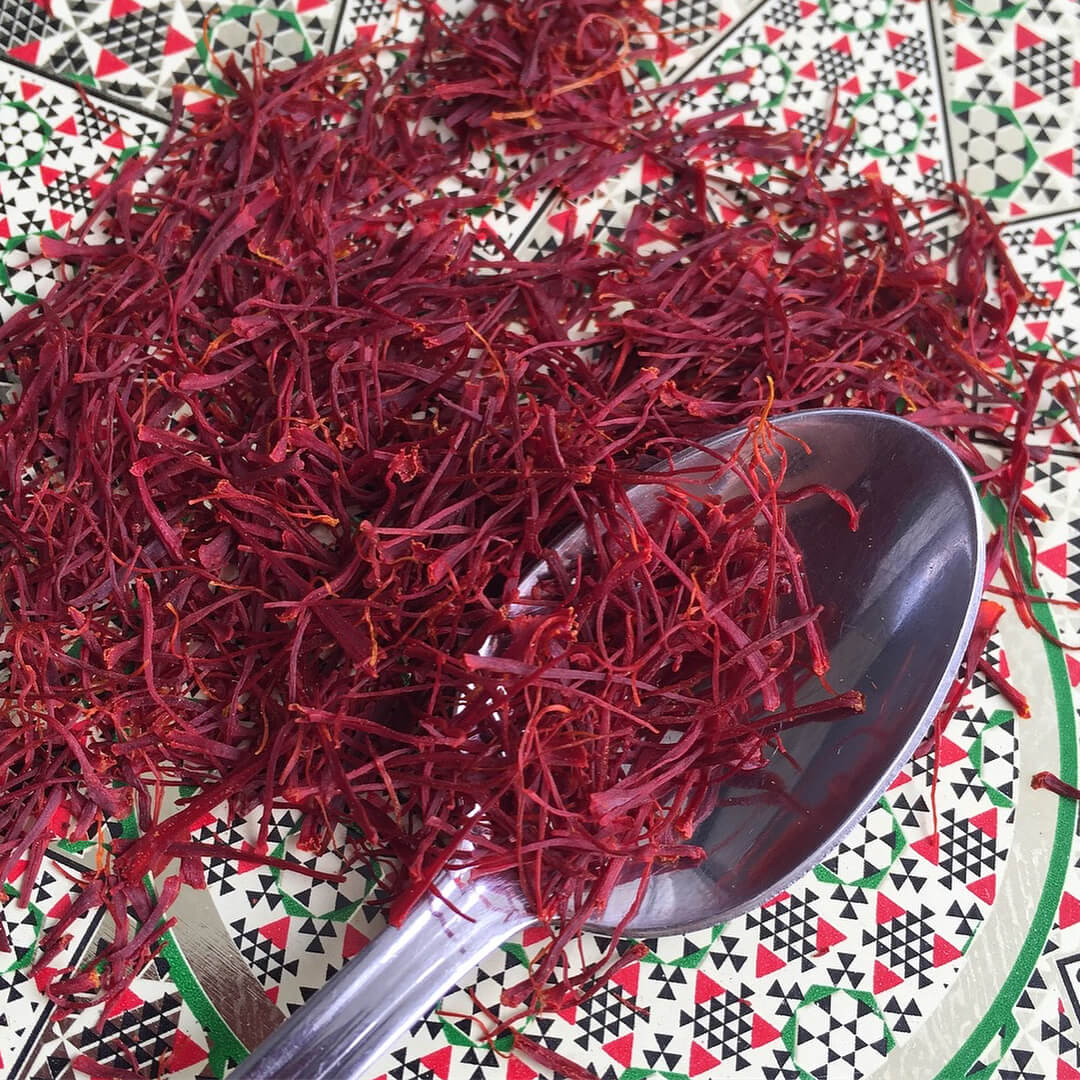
زعفران سرگل اصل
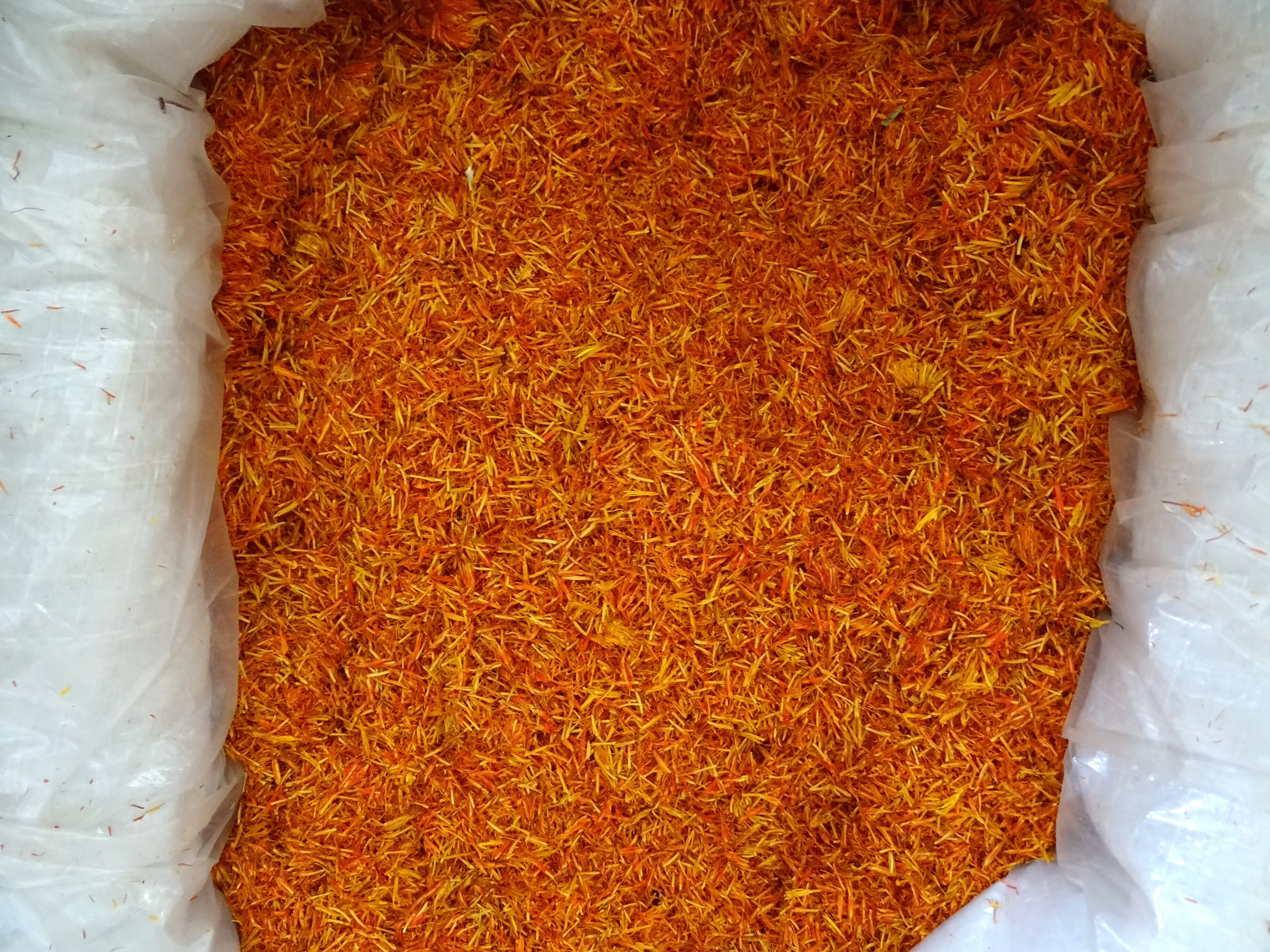
نمونه زعفران تقلبی شناخته شده با نام گلرنگ
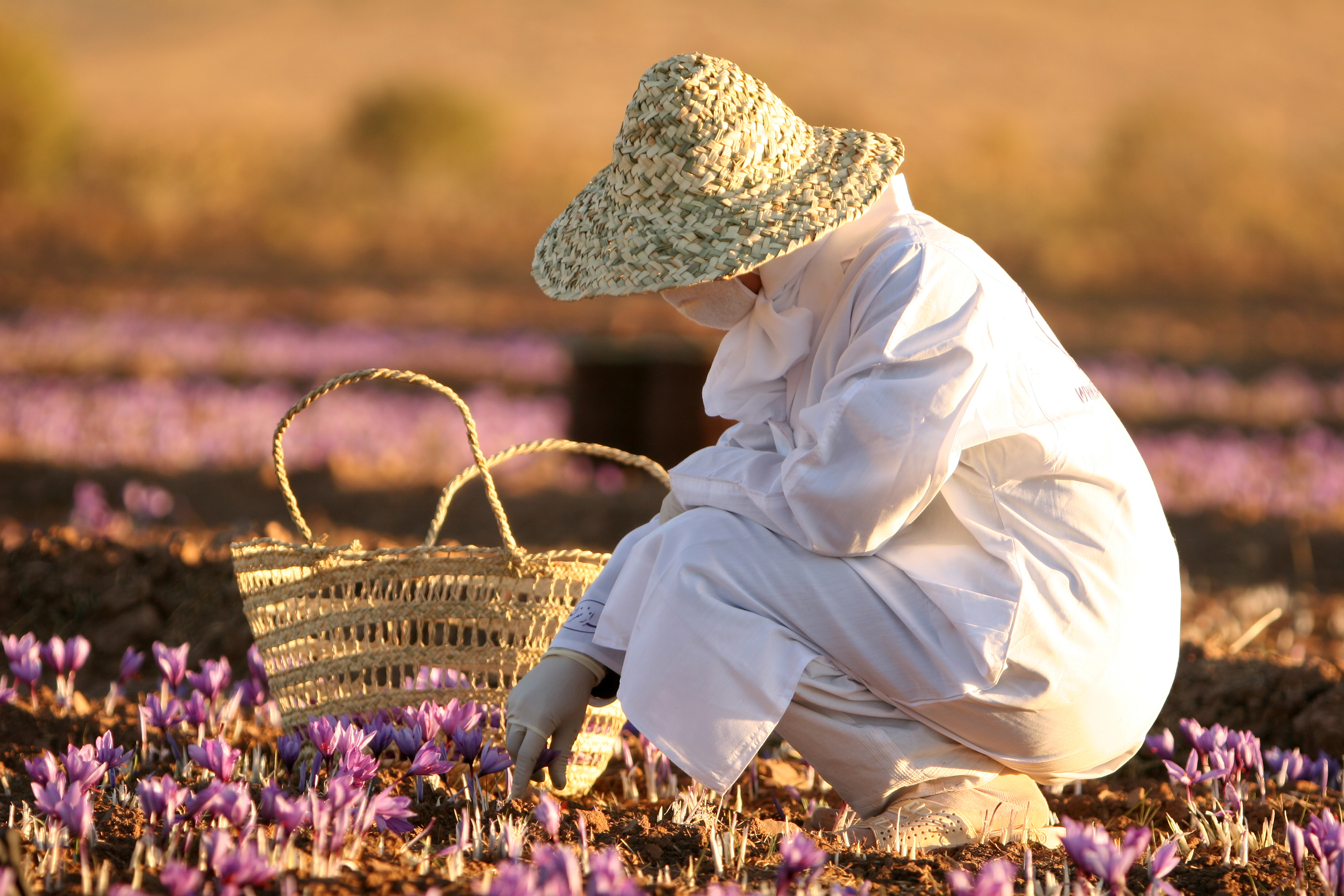
برداشت تخصصی زعفران در تربت حیدریه
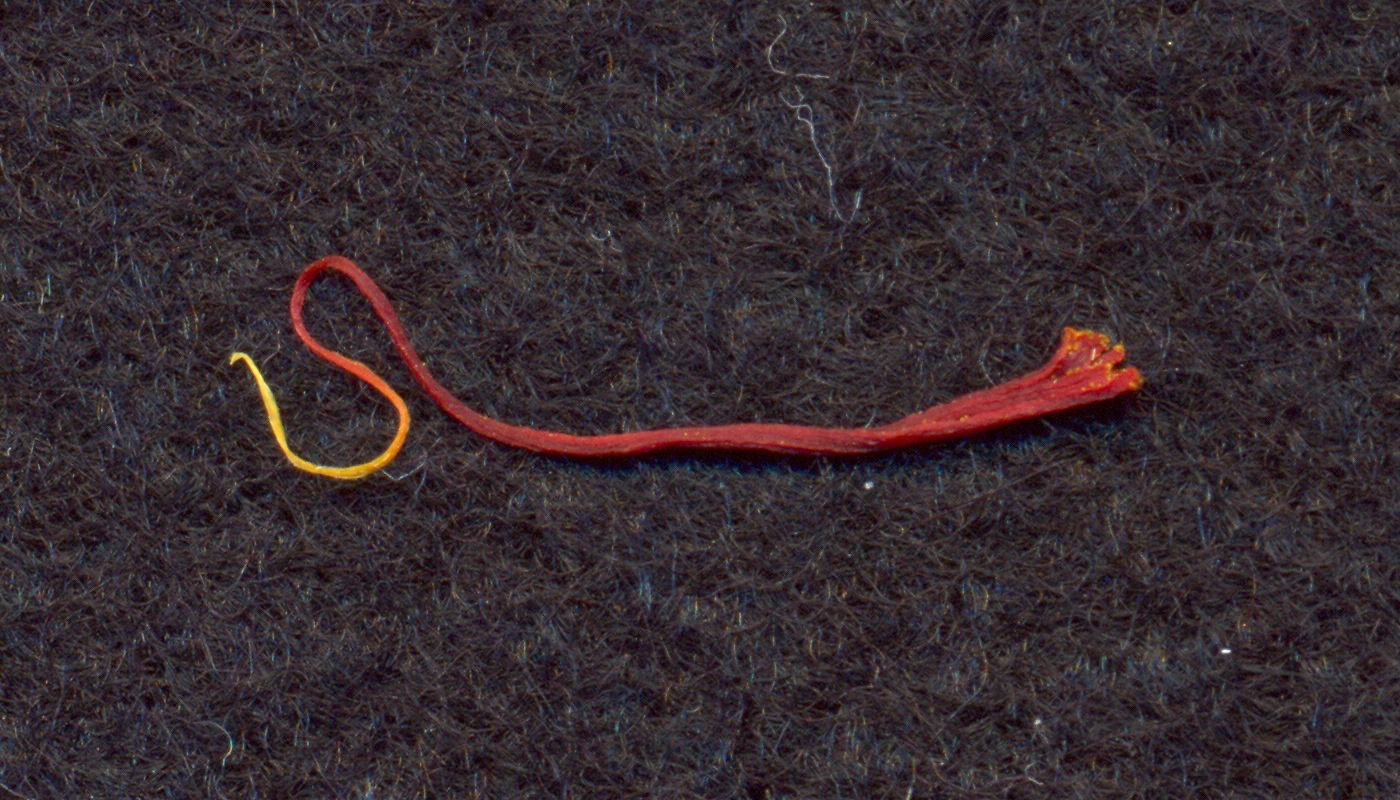
یک پرک یا کلالهٔ زعفران
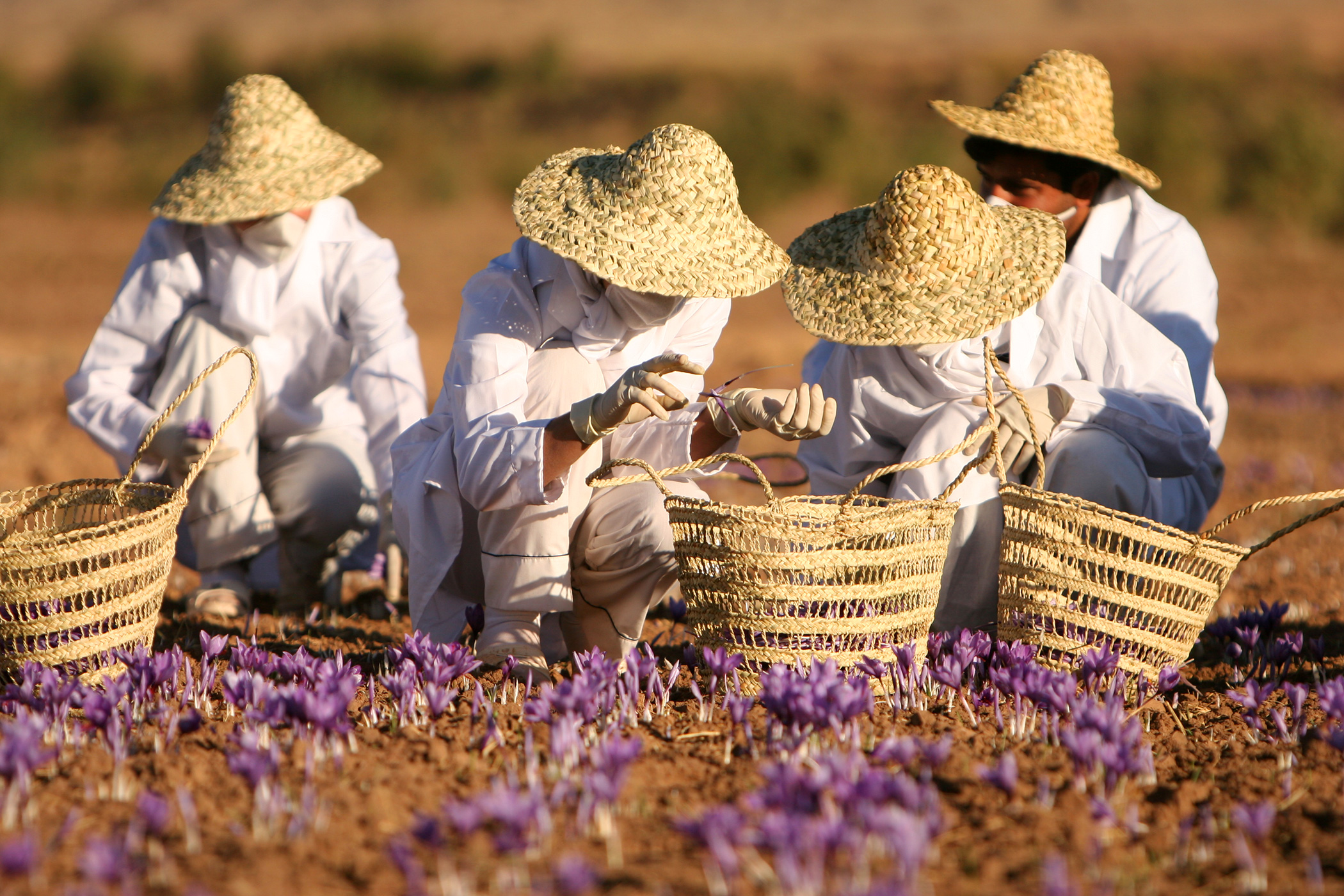
برداشت زعفران-گروهی
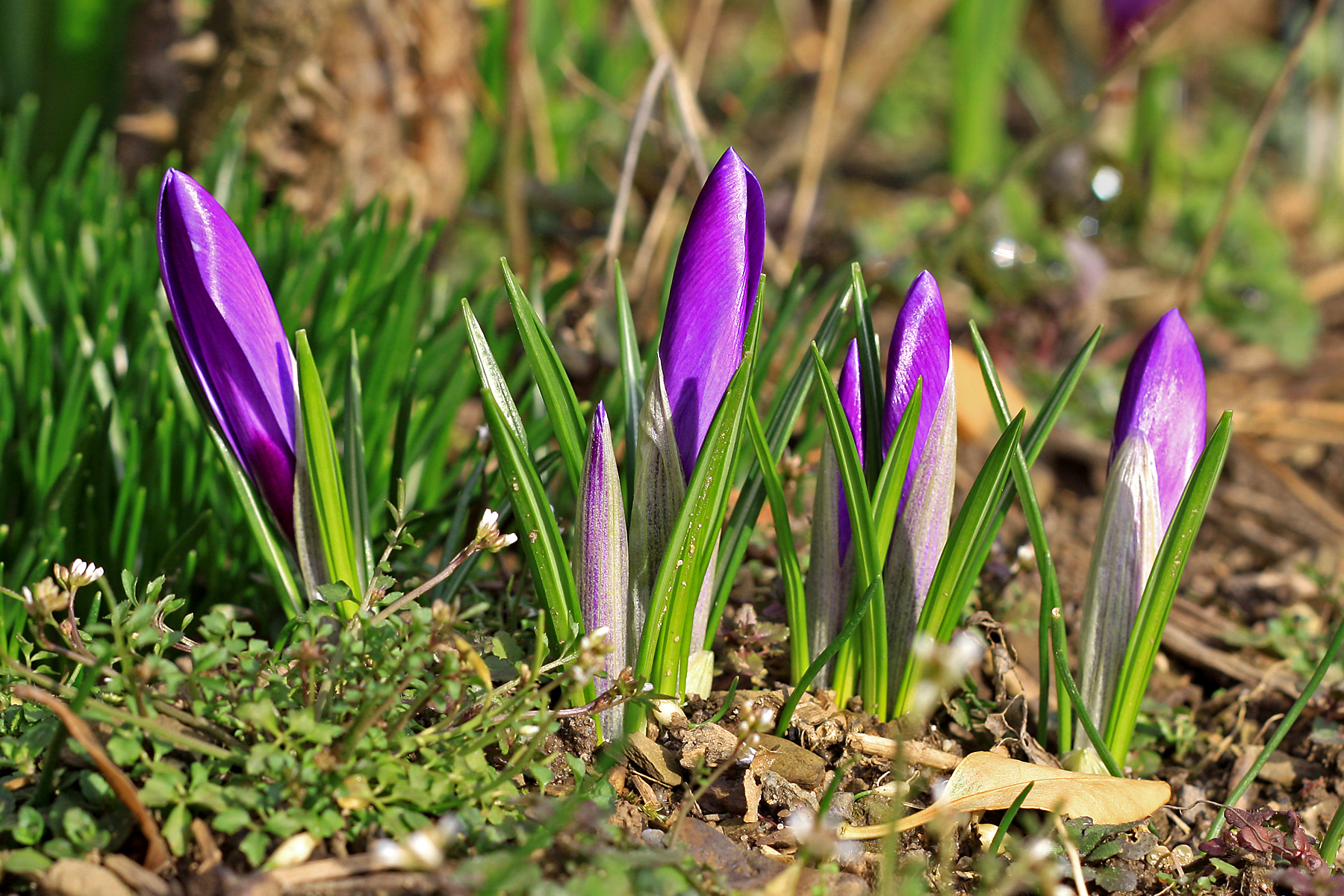
زعفران غنچه

## یادداشت
1. ↑  نگاه کنید به تاریخچه زعفران